# 新安集镇
新安集镇，是中华人民共和国河南省周口市沈丘县下辖的一个乡镇级行政单位。

## 行政区划
新安集镇下辖以下地区：
新东村、新西村、贾楼村、大李庄村、王廷庄村、新王庄村、瓦房庄村、老邢庄村、徐范庄村、郭寨村、王庄村、张桥村、孙楼村、半截河村、刘庄村、王堂村、魏桥村、安庄村、单庄村、马楼村、乔寨村、张楼村、韩楼村、下六村、三大夫营村、武营村、崔寨村和西李庄村。